# Цугару Нобухира
Цугару Нобухира (津軽文枚, 9 мая 1586 — 14 февраля 1631) — японский феодал, 2-й даймё Хиросаки-хана (1607—1631) в северной провинции Муцу, Хонсю, Япония (современная префектура Аомори). Его титул учтивости — Эттю-но-ками , а придворный ранг — младший пятый ранг, низшая ступень.

## Биография
Цугару Нобухира родился в 1586 году. Третий сын Оура Тамэнобу, главы клана Оура. Известно, что в 1596 году вместе со своими двумя старшими братьями Нобутакэ и Нобуката он принял христианство.
В 1600 году в битве при Сэкигахаре он сопровождал своего отца в составе восточной армии Токугавы Иэясу и служил в свите Иэясу. В то же время его старший брат Нобутакэ находился в замке Осака и служил пажом у Тоётоми Хидэёри. Это была аналогичная ситуация с кланом Санада, где два брата сражались на противоположных сторонах, что обеспечивало выживание клана, какая бы сторона ни победила. Оура Тамэнобу также был в хороших отношениях с Исидой Мицунари, лидером западной армии сторонников Тоётомо, обеспечивал защиту сыну и дочери Исиды в Цугару после поражения западной армии. В награду за его заслуги в битве при Сэкигахаре клан получил лишь номинальное увеличение на 2000 коку в кокудаке с поместьем в провинции Кодзукэ. Также после битвы Оура Тамэнобу изменил название клана на «Цугару».
После смерти Тамэнобу в 1607 году Нобухира стал главой клана Цугару, несмотря на возражения фракции, поддерживавшей его племянника Цугару Кумачие (1600—1623), младшего сына Нобутакэ. Это был первый из многих внутренних конфликтов О-Ие Содо в клане Цугару в период Эдо. Из-за О-Иэ Содо домен оказался под угрозой захвата, но вопрос был решён путём арбитража сёгуната Токугава, присвоившего Нобухире титул даймё.
С 1609 по 1611 год Цугару Нобухира спешил достроить замок Такаока, разрушая другие замки в своих владениях ради зданий и материалов, чтобы ускорить строительство. Завершённый замок с его огромным пятиэтажным донжоном был намного больше, чем обычно для 47 000 даймё коку . Чтобы укрепить своё положение в сёгунате Токугава, он женился на племяннице Токугавы Иэясу (вдове Фукусимы Масаюки) Матэ-химэ (1589—1638). В то время Нобухира уже был женат на Тацу-химэ, дочери Исиды Мицунари. Она была понижена в статусе до наложницы и сослана в небольшое дочернее владение клана в провинции Кодзукэ.
В 1614 году Нобухира направил свои войска в поддержку сёгуната Токугавы во время Зимней кампании в Осаке. Первоначально ему было приказано оставаться на гарнизонной службе в Эдо, а затем вернуться в свои родные владения, чтобы защититься от беспорядков в других северных владениях, которые могут выступить в поддержку клана Тоётоми. В июне 1619 года Иэясу понизил статус Фукусима Масанори из домена Хиросима в домен Хиросаки, а клан Цугару приказал перевести в провинцию Этиго. Клан Цугару решительно протестовал против этого шага и, при содействии влиятельного священника Нанкобо Тенкай, смогли добиться перевода клана Фукусима в домен Накадзима в провинции Синано вместо этого.
В сентябре 1627 года от удара молнии загорелся пятиэтажный донжон замка Такаока, в результате чего взорвался склад, заполненный порохом. Огонь быстро распространился на другие части замка и окружающий его город. Замок был перестроен в меньших масштабах и в августе 1628 года был переименован в замок Хиросаки. Нобухира разработал порт Аомори в заливе Муцу в качестве основного порта для доставки грузов в Эдо и для транзита на северный остров Эдзо. Он предпринял шаги по увеличению производства риса в своей провинции, разработав новые рисовые поля, орошение, а также привлечение ремесленников и ремесленников из других частей Японии.
Цугару Нобухира скончался 14 января 1631 года в резиденции клана в Эдо. Его могила находится в храме Синре-ин (дочернем предприятии Каней-дзи) в Тайто-ку, Токио.
Нобухире наследовал его старший сын, Цугару Нобуёси (1619—1655) от его первой жены Тацухимэ. У Нобухиры было девять сыновей и четыре дочери. Его второй сын, Цугару Нобуфуса (1620—1662), от его второй жены Матэ-химэ получил владение хатамото в 5000 коку в Куроиси и стал предком будущего даймё княжества Куроиси.